# Vlag van Somerset

Vlag van Somerset

De vlag van Somerset is de vlag van het Engelse graafschap Somerset. Tussen 2006 en 2009 was er een campagne gevoerd ter ondersteuning van een vlag en vervolgens had de Association of British Counties de campagne overgenomen. De Lord Lieutenant van Somerset, Elizabeth, Lady Gass, had haar steun betuigd, net als David Heath MP en de lokale tv, radio en kranten. De vlag werd aangenomen na een wedstrijd in juli 2013. Dit symbool werd genoemd in het boek "The Once and Future King" van T.H. White, en zou door Arthur zijn gedragen tijdens het eerste steekspel van Lancelot en Arthur. Het ontwerp was van Ed Woods.

## Geschiedenis
Eind 2005 werden er vragen gesteld over het mogelijke gebruik van het logo van Somerset County Council als vlag van de county, hetzij in zijn huidige vorm of in een aangepaste vorm zonder de mace (het symbool van de autoriteit van de Council). Het antwoord was dat de inwoners van Somerset de vlag van de Council mochten voeren om hun steun te betuigen aan zowel hun council als hun county. Dit bevestigde opnieuw het standpunt dat het logo eigendom is van Somerset County Council en niet van het hele graafschap. Sterke steun voor een vlag kwam vervolgens van David Heath, Lady Gass, evenals aandacht van de Western Daily Press, Somerset County Gazette, en BBC Somerset naast Orchard FM en Ivel FM.
In 2006 zette inwoner Ed Woods een website op met een voorstel voor een vlag voor de county. Deze versie bestond uit een rode wyvern op een gele achtergrond zonder knots. Vanaf december 2009 is de website echter gestopt en is de campagne overgenomen door de Association of British Counties als onderdeel van een bredere inspanning om meer countyvlaggen te erkennen.
Begin 2013 meldde de Somerset County Gazette dat het plaatselijke advocatenkantoor Pardoes was begonnen met het uithangen van de vlag van het graafschap vanuit hun kantoor in Taunton. Dit leidde tot een reactie van de Somerset-campagnevoerder Adam Thomas. In zijn brief wees hij erop dat Somerset geen vlag van het graafschap had en dat de vlag die wapperde in feite de vlag van Somerset County Council was. Als direct gevolg hiervan kondigde de Somerset County Gazette in mei 2013 samen met Pardoes een wedstrijd aan voor inwoners van het hele graafschap om een nieuwe vlag voor Somerset te ontwerpen, die vervolgens werd gewonnen door het ontwerp van Ed Woods.

2013 finalisten
Winnaar
Gezamenlijke tweede plaats
Gezamenlijke tweede plaats
Derde plaats